# Arcidiocesi di Mbarara
L'arcidiocesi di Mbarara (in latino: Archidioecesis Mbararaensis) è una sede metropolitana della Chiesa cattolica in Uganda. Nel 2021 contava 1.278.440 battezzati su 3.650.770 abitanti. È retta dall'arcivescovo Lambert Bainomugisha.

## Territorio
L'arcidiocesi si estende per circa 11.000 km² in Uganda nel distretto di Mbarara e nei distretti limitrofi di Bushenyi, Ibanda, Kiruhura, Isingiro, Rukungiri e Ntungamo. È tutta compresa nella regione occidentale.
Sede arcivescovile è la città di Mbarara, dove si trova la cattedrale di Santa Maria Nyamitanga.
Il territorio è suddiviso in 68 parrocchie, raggruppate in 8 vicariati.

## Storia
Il vicariato apostolico del Ruwenzori fu eretto il 28 maggio 1934 con la bolla Martyrum sanguinem di papa Pio XI, ricavandone il territorio dal vicariato apostolico dell'Uganda (oggi arcidiocesi di Kampala).
Il 25 marzo 1953 il vicariato apostolico fu elevato a diocesi e assunse il nome di diocesi di Mbarara con la bolla Quemadmodum ad Nos di papa Pio XII. Originariamente era suffraganea dell'arcidiocesi di Rubaga, diventata arcidiocesi di Kampala nel 1966.
Il 21 febbraio 1961 e il 1º febbraio 1966 cedette porzioni del suo territorio a vantaggio rispettivamente dell'erezione della diocesi di Fort Portal e della diocesi di Kabale.
Il 2 gennaio 1999 la diocesi è elevata al rango di arcidiocesi metropolitana con la bolla Diligentem sane curam di papa Giovanni Paolo II.

## Cronotassi dei vescovi
Si omettono i periodi di sede vacante non superiori ai 2 anni o non storicamente accertati.
- François-Xavier Lacoursière, M.Afr. † (28 maggio 1934 - 20 aprile 1956 dimesso[1])
- Jean-Marie-Gaëtan Ogez, M.Afr. † (11 dicembre 1956 - 25 novembre 1968 dimesso[2])
- John Baptist Kakubi † (26 giugno 1969 - 23 novembre 1991 dimesso)
- Paul Kamuza Bakyenga † (23 novembre 1991 succeduto - 25 aprile 2020 ritirato)
- Lambert Bainomugisha, dal 25 aprile 2020

## Statistiche
L'arcidiocesi nel 2021 su una popolazione di 3.650.770 persone contava 1.278.440 battezzati, corrispondenti al 35,0% del totale.
| anno | popolazione | popolazione | popolazione | presbiteri | presbiteri | presbiteri | presbiteri                | diaconi | religiosi | religiosi | parrocchie |
| anno | battezzati  | totale      | %           | numero     | secolari   | regolari   | battezzati per presbitero | diaconi | uomini    | donne     | parrocchie |
| ---- | ----------- | ----------- | ----------- | ---------- | ---------- | ---------- | ------------------------- | ------- | --------- | --------- | ---------- |
| 1950 | 205.121     | 1.146.675   | 17,9        | 69         | 15         | 54         | 2.972                     |         | 7         | 163       | 17         |
| 1970 | 211.625     | 855.155     | 24,7        | 59         | 15         | 44         | 3.586                     |         | 57        | 145       | 14         |
| 1980 | 445.000     | 937.000     | 47,5        | 61         | 32         | 29         | 7.295                     |         | 40        | 151       | 21         |
| 1990 | 518.000     | 1.656.000   | 31,3        | 72         | 50         | 22         | 7.194                     |         | 30        | 189       | 22         |
| 1999 | 847.450     | 1.875.450   | 45,2        | 116        | 97         | 19         | 7.305                     |         | 40        | 220       | 25         |
| 2000 | 853.500     | 1.875.550   | 45,5        | 124        | 105        | 19         | 6.883                     |         | 38        | 218       | 25         |
| 2001 | 870.000     | 1.880.500   | 46,3        | 118        | 104        | 14         | 7.372                     |         | 40        | 244       | 25         |
| 2002 | 900.000     | 1.950.000   | 46,2        | 113        | 99         | 14         | 7.964                     |         | 37        | 268       | 25         |
| 2003 | 856.168     | 2.205.862   | 38,8        | 114        | 100        | 14         | 7.510                     |         | 45        | 266       | 25         |
| 2004 | 901.384     | 2.426.448   | 37,1        | 109        | 95         | 14         | 8.269                     |         | 42        | 278       | 25         |
| 2007 | 970.125     | 2.611.000   | 37,2        | 141        | 120        | 21         | 6.880                     | 5       | 41        | 316       | 25         |
| 2013 | 1.200.000   | 3.290.000   | 36,5        | 138        | 115        | 23         | 8.695                     |         | 51        | 398       | 42         |
| 2016 | 1.240.000   | 3.541.000   | 35,0        | 154        | 128        | 26         | 8.051                     |         | 66        | 575       | 43         |
| 2019 | 1.328.000   | 3.792.400   | 35,0        | 187        | 156        | 31         | 7.101                     |         | 61        | 450       | 55         |
| 2021 | 1.278.440   | 3.650.770   | 35,0        | 197        | 165        | 32         | 6.489                     |         | 60        | 420       | 68         |